# Noemi Di Segni
Noemi Di Segni (Gerusalemme, 24 febbraio 1969) è la presidente dell'Unione delle comunità ebraiche italiane dal luglio 2016.

## Biografia
Nata in Israele da una famiglia ebraica originaria di Roma e Torino, si è stabilita in Italia dopo aver conosciuto il futuro marito, nel 1989.
Ha una laurea in Economia e commercio e in Giurisprudenza con specializzazione in Diritto ed economia della Comunità europea. Dopo quattro anni come assessore di bilancio dell'UCEI, a luglio 2016, presentandosi come capolista del gruppo "Benè Binah", viene eletta a larga maggioranza presidente dell’Unione delle Comunità Ebraiche Italiane, che era stata guidata per dieci anni dall'avvocato Renzo Gattegna. È membro del consiglio esecutivo del World Jewish Congress.
Ex militare nello Stato di Israele, ha annunciato un impegno attivo per la sicurezza della Comunità contro la rinascita dell'antisemitismo, «di concerto naturalmente con le forze dell'ordine e l'intelligence» italiane.

## Presidenza UCEI
Noemi Di Segni è l'attuale presidente dell'Unione delle Comunità Ebraiche Italiane (mandati 2016-2020 e 2020-2024) dopo aver ricoperto nel mandato 2012-2020 il ruolo di assessore al Bilancio. L'Unione delle Comunità ebraiche Italiane (UCEI) è l'ente nazionale che rappresenta l'ebraismo italiano, con le 21 Comunità ebraiche dislocate sul territorio nazionale. L’UCEI cura e tutela gli interessi religiosi degli ebrei in Italia; promuove la conservazione delle tradizioni e dei beni culturali ebraici; coordina ed integra l’attività delle Comunità ebraiche; mantiene i contatti con le collettività e gli enti ebraici degli altri paesi. L’UCEI riconosce la centralità dello Stato d’Israele per l’identità ebraica contemporanea e lavora per il rafforzamento dei rapporti con Israele, con la Diaspora e con ogni altro ente e organizzazione ebraica, in rappresentanza dell’ebraismo italiano. Di Segni è anche Presidente della Fondazione Graziadio Isaia Ascoli, ente dedicato alla trasmissione della cultura e della lingua ebraica, e dell'Associazione Yad leyad, associazione per il sostegno reciproco in caso di emergenza. In passato è stata tesoriere di Ort Italia e della Fondazione del Museo ebraico di Roma. Nata in Israele, dopo il servizio militare ha deciso di venire in Italia. 

## Vita privata
Ha tre figli che vivono ora in Israele. Attualmente lavora come capo segreteria del presidente del Consiglio Nazionale Dottori commercialisti.